# Équipe d'Ukraine de football à la Coupe du monde 2006

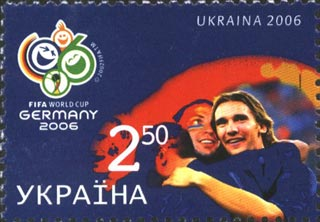

L'équipe d'Ukraine de football s'est qualifiée pour la première fois de son histoire pour la coupe du monde 2006 en Allemagne.

## Qualifications
| Groupe 2   | Groupe 2   | Groupe 2   | Groupe 2   | Groupe 2   | Groupe 2   | Groupe 2   | Groupe 2   | Groupe 2   | Groupe 2   | Groupe 2   | Groupe 2  | Groupe 2  | Groupe 2  | Groupe 2  | Groupe 2  | Groupe 2  | Groupe 2  |
| Classement | Classement | Classement | Classement | Classement | Classement | Classement | Classement | Classement | Classement | Résultats  | Résultats | Résultats | Résultats | Résultats | Résultats | Résultats | Résultats |
| ---------- | ---------- | ---------- | ---------- | ---------- | ---------- | ---------- | ---------- | ---------- | ---------- | ---------- | --------- | --------- | --------- | --------- | --------- | --------- | --------- |
|            | Nation     | Pts        | J          | G          | N          | P          | BP         | BC         | Diff       | Nation     | UKR       | TUR       | DAN       | GRE       | ALB       | GÉO       | KAZ       |
| 1          | Ukraine    | 25         | 12         | 7          | 4          | 1          | 18         | 7          | +11        | Ukraine    |           | 0-1       | 1-0       | 1-1       | 2-2       | 2-0       | 2-0       |
| 2          | Turquie    | 23         | 12         | 6          | 5          | 1          | 23         | 9          | +14        | Turquie    | 0-3       |           | 2-2       | 0-0       | 2-0       | 1-1       | 4-0       |
| 3          | Danemark   | 22         | 12         | 6          | 4          | 2          | 24         | 12         | +12        | Danemark   | 1-1       | 1-1       |           | 1-0       | 3-1       | 6-1       | 3-0       |
| 4          | Grèce      | 21         | 12         | 6          | 3          | 3          | 15         | 9          | +6         | Grèce      | 0-1       | 0-0       | 2-1       |           | 2-0       | 1-0       | 3-1       |
| 5          | Albanie    | 13         | 12         | 4          | 1          | 7          | 11         | 20         | -9         | Albanie    | 0-2       | 0-1       | 0-2       | 2-1       |           | 3-2       | 2-1       |
| 6          | Géorgie    | 10         | 12         | 2          | 4          | 6          | 14         | 25         | -11        | Géorgie    | 1-1       | 2-5       | 2-2       | 1-3       | 2-0       |           | 0-0       |
| 7          | Kazakhstan | 1          | 12         | 0          | 1          | 11         | 6          | 29         | -23        | Kazakhstan | 1-2       | 0-6       | 1-2       | 1-2       | 0-1       | 1-2       |           |

## Maillot

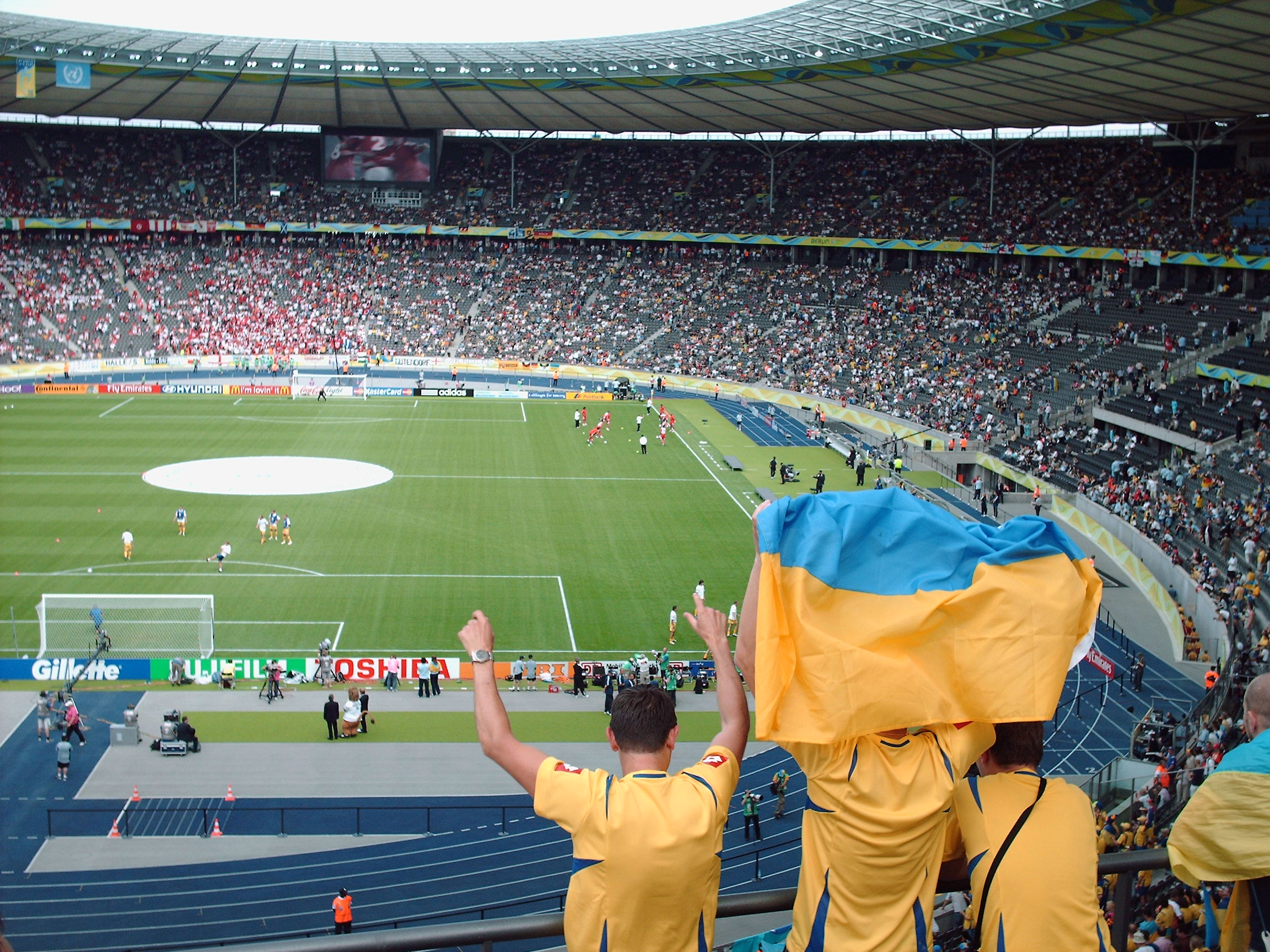
Supporters Ukrainiens, le 23 juin 2006 à Berlin.

Le maillot de l'équipe d'Ukraine est fourni par l'équipementier Lotto.
| Couleurs | Jaune et bleu |
| Marque   | Lotto         |
| Domicile | Extérieur     |

## Effectif
Le 15 mai 2006, le sélectionneur Oleg Blokhine a annoncé une liste composée de vingt-trois joueurs pour le mondial. Serghiy Fedorov (n°3) figurait dans la première liste. Mais le joueur se blessa avant le Mondial et déclara forfait. Blokhine fit alors appel à Vyacheslav Shevchuk mais ce dernier se blessa à son tour. Le sélectionneur ukrainien convoqua Oleksandr Yatsenko.
| Numéro / Nom | Numéro / Nom          | Club                     | Date de naissance | J.              | Buts            |                 |                 |                 |
| Gardiens de but | Gardiens de but       | Gardiens de but          | Gardiens de but   | Gardiens de but | Gardiens de but | Gardiens de but | Gardiens de but | Gardiens de but |
| --- | --------------------- | ------------------------ | ----------------- | --------------- | --------------- | --------------- | --------------- | --------------- |
| 1 | Oleksandr Shovkovskiy | Dynamo Kiev              | 02.01.1975        | 2               | 0               | 0               | 0               | 0               |
| 12 | Andriy Pyatov         | Vorskla-Naftogaz Poltava | 28.06.1984        | 0               | 0               | 0               | 0               | 0               |
| 23 | Bohdan Shust          | Chakhtior Donetsk        | 04.03.1986        | 0               | 0               | 0               | 0               | 0               |
| Défenseurs |                       |                          |                   |                 |                 |                 |                 |                 |
| 2 | Andriy Nesmachny      | Dynamo Kiev              | 28.02.1979        | 2               | 0               | 1               | 0               | 0               |
| 3 | Oleksandr Yatsenko    | FC Kharkiv               | 24.02.1985        | 0               | 0               | 0               | 0               | 0               |
| 5 | Volodymyr Yezerskyy   | Dniepr Dniepropetrovsk   | 15.11.1976        | 1               | 0               | 1               | 0               | 0               |
| 6 | Andriy Rusol          | Dniepr Dniepropetrovsk   | 05.08.1980        | 2               | 1               | 1               | 0               | 0               |
| 13 | Dmytro Chyhrynskyy    | Chakhtior Donetsk        | 07.11.1986        | 0               | 0               | 0               | 0               | 0               |
| 17 | Vladyslav Vashchuk    | Dynamo Kiev              | 02.01.1975        | 1               | 0               | 0               | 0               | 1               |
| 22 | Vyatcheslav Svidersky | Arsenal Kiev             | 01.01.1979        | 1               | 0               | 1               | 0               | 0               |
| Milieux de terrain |                       |                          |                   |                 |                 |                 |                 |                 |
| 4 | Anatoliy Tymoshchuk   | Chakhtior Donetsk        | 30.03.1979        | 2               | 0               | 0               | 0               | 0               |
| 8 | Oleh Shelayev         | Dniepr Dniepropetrovsk   | 05.11.1976        | 2               | 0               | 0               | 0               | 0               |
| 9 | Oleh Husyev           | Dynamo Kiev              | 25.04.1983        | 2               | 0               | 0               | 0               | 0               |
| 11 | Serhiy Rebrov         | Dynamo Kiev              | 03.06.1974        | 2               | 1               | 0               | 0               | 0               |
| 14 | Andriy Husin          | Krylia Sovetov           | 02.05.1975        | 2               | 0               | 0               | 0               | 0               |
| 18 | Serhiy Nazarenko      | Dniepr Dniepropetrovsk   | 16.02.1980        | 0               | 0               | 0               | 0               | 0               |
| 19 | Maksym Kalynychenko   | Spartak Moscou           | 26.10.1979        | 1               | 1               | 1               | 0               | 0               |
| 21 | Rouslan Rotan         | Dynamo Kiev              | 29.10.1981        | 2               | 0               | 0               | 0               | 0               |
| Attaquants |                       |                          |                   |                 |                 |                 |                 |                 |
| 7 | Andriy Chevtchenko    | Chelsea Cap.             | 29.09.1976        | 2               | 2               | 0               | 0               | 0               |
| 10 | Andriy Voronin        | Bayer Leverkusen         | 21.07.1979        | 2               | 0               | 0               | 0               | 0               |
| 15 | Artem Milevskyy       | Dynamo Kiev              | 12.01.1985        | 1               | 0               | 0               | 0               | 0               |
| 16 | Andriy Vorobey        | Chakhtior Donetsk        | 29.11.1978        | 1               | 0               | 0               | 0               | 0               |
| 20 | Oleksiy Byelik        | Chakhtior Donetsk        | 15.02.1981        | 1               | 0               | 0               | 0               | 0               |
| Sélectionneur |                       |                          |                   |                 |                 |                 |                 |                 |
| | Oleg Blokhine         |                          | 05.11.1952        |                 |                 |                 |                 |                 |
| Réserve Joueurs qui n'ont pas participé au stage d'entraînement mais qui pouvaient faire office de remplaçants jusqu'au 13 juin |                       |                          |                   |                 |                 |                 |                 |                 |
| D | Viatcheslav Chevtchuk | Chakhtior Donetsk        | 13.05.1979        |                 |                 |                 |                 |                 |
| Blessé Joueur initialement annoncé dans l'équipe nationale pour la coupe du monde mais remplacé avant le 14 juin                |                       |                          |                   |                 |                 |                 |                 |                 |
| D | Serhiï Fedorov        | Dynamo Kiev              | 18.02.1975        |                 |                 |                 |                 |                 |

## Compétition

### Buteurs
| Classement | Nom                 | But(s) |
| 1          | Andriy Chevtchenko  | 2      |
| 2          | Andrei Rusol        | 1      |
| 3          | Sergueï Rebrov      | 1      |
| 4          | Maksim Kalynychenko | 1      |